# Wojciech Marek Darski
Wojciech Marek Darski (ur. 1958 w Giżycku) – polski publicysta, poeta, prozaik, autor przewodników turystycznych.

## Życiorys
W profesji dziennikarskiej zadebiutował w latach 80. na łamach suwalskiego periodyku „Krajobrazy”. Związany był  z "Gazetą Współczesną”, „Radarem”, „Gazetą Giżycką”, „Kurierem Podlaskim”, „Gazetą Wyborczą", magazynem „Ratusz” oraz pismem „Warsaw Voice”. Współpracował z Radiem Białystok. W 1997 roku został zatrudniony w redakcji  „Tygodnika Solidarność”. Jest właścicielem wydawnictwa „Mazury od środka”, które publikuje mazurskie przewodniki. W latach 1979–1983 należał do gołdapskiej grupy twórczej „Dom Marka”. W latach 90. był współorganizatorem Stowarzyszenia "Wspólnota Mazurska". Uzyskał doświadczenie we współpracy ze środowiskiem olsztyńskiej Wspólnoty Kulturowej Borussia, działającej "na rzecz budowania i pogłębiania kultury dialogu i tolerancji między ludźmi różnych narodowości, wyznań, tradycji oraz współtworzenia społeczeństwa obywatelskiego". W latach 1994–2015 wydrukowano 14 publikacji autorstwa Darskiego.

## Publikacje
- Mała Antalogia Mazurska (1985)[5]
- Żywi i martwi (1987)
- Listy do Qwertzuiop (1988)[6]
- Święta naiwność obrazów (1992)[7]
- Nowe odkrycia geograficzne i inne wiersze (1993)[2]
- My, Krzyżaki (2001)[7]
- Wiadomości zza świata (2003)[8]
- Goniąc kormorany... (2004)[9]
- Pocztówki z Mazur (2005)[10]
- Mazury od środka - Bedeker dla przyjaciół (2009)[11]

### Wydania zbiorowe
- Łódzka Wiosna Poetów 1984-1988 - Instytut Wydawniczy "Pax" - Warszawa 1989
- Meiner Heimat Gesicht (antologia) - Herbig Monachium 1996 (drugie wydanie - Augsburg 2000)
- Gdzie jeziora syte przestrzenią obłoków (antologia) - Wydawnictwo HAŃCZA - Suwałki 1998
- Mazury: w poszukiwaniu wizerunku regionu - Friedrich Ebert Stiftung - Warszawa 1998
- Wielkie Jeziora Mazurskie - ONET S.A. Wydawnictwo Pascal - Bielsko-Biała 1998
- Borussia - ziemia i ludzie (antologia) - Wspólnota Kulturowa "Borussia" - Olsztyn 1999
- Liki rodnoj ziemli (antologia - licencja Herbiga) - Kaliningrad 1999
- Prusija - literaturos veidrodyje (antologia - licencja Herbiga) - Kłajpeda 2000
- Terra Nullius – Editions Folle Avoine – Paryż 2004
- Mazury. Słownik stronniczy, ilustrowany – Retman/Baobab – Dąbrówno/Warszawa 2008

### Publikacje prasowe
"Krajobrazy", "Tygodnik Północny", "Gazeta Współczesna", "Kurier Podlaski", "Kurier Poranny", "Warmia i Mazury", "Gazeta Olsztyńska", "Trybuna Wałbrzyska", "Kierunki", "Integracje", "Słowo Powszechne", "Radar", "Nowy Medyk", "Gazeta Młodych", "Poezja", "Borussia", "Tytuł", "Res Publica Nowa", "Gazeta Giżycka", "Czerwony Sztandar (Wilno)", "Die Tageszeitung" (Hamburg), "Laolita" (Hamburg), "Courierre Internationale" (Paryż), "Jaćwież", "Kartki", "Przegląd Polityczny", "Warsaw Voice", "Ratusz", "Tygodnik Solidarność", "Kulturni Żivot" (Macedonia), "Dialog", "Życie Warszawy", "Gazeta Wyborcza", "Super Express", "Wprost", "Angora" i wiele innych.